# 236810 Rutten
236810 Rutten è un asteroide della fascia principale. Scoperto nel 2007, presenta un'orbita caratterizzata da un semiasse maggiore pari a 3,0999561 UA e da un'eccentricità di 0,0340562, inclinata di 9,56916° rispetto all'eclittica.